# Ферхат Арікан
Ферхат Арікан (нар. 28 липня 1993 — Ізмір, Туреччина) — турецький гімнаст. Бронзовий призер Олімпійських ігор 2020. Чемпіон та призер чемпіонату Європи та Європейських ігор. Срібний призер Літніх юнацьких Олімпійських ігор в опорному стрибку. Перший в історії спортивної гімнастики спортсмен, який має три іменні елементи. Учасник Олімпійських ігор 2016.

## Біографія
Закінчив факультет спортивного менеджменту Університету Еге, Маніса, Туреччина.

## Кар'єра
Спортивною гімнастикою почав займатися у десятирічному віці в початковій школі.

#### 2008
Зламав ключицю, в ході операції вставлено металеву пластину. Через сім місяців повернувся до змагань.

#### 2010
На Літніх юнацьких Олімпійських ігри в Сінгапурі виборов срібну нагороду в опорному стрибку.

#### 2017
На чемпіонаті Європи кваліфікувався до трьох фіналів: у багатоборстві став восьмим, повторив результат у фіналі вправ на коні, на паралельних брусах залишив змагання сьомим.
На чемпіонаті світу, що проходив у жовтні в Монреалі, Канада, кваліфікувався до фіналу вправи на паралельних брусах, де посsd восьме місце, у багатоборстві був двадцятим.

#### 2018
У квітні прооперовано ліву руку.
На чемпіонаті Європи в Глазго, Велика Британія, в командній першості стали сьомими. До фіналів в окремих видах не кваліфікувався.
На чемпіонаті світу в Досі, Катар, посів дев'ятнадцяте місце у багатоборстві. До фіналів в окремих видах не кваліфікувався.

#### 2019
На чемпіонаті Європи став бронзовим призером на паралельних брусах, п'ятим на коні та десятим у багатоборстві.
На чемпіонаті світу в Штутгарті, Німеччина, не кваліфікувався до фіналу багатоборства, але здобув особисту ліцензію на Олімпійські ігри в Токіо. У фіналі вправ на паралельних брусах став п'ятим.

#### 2020
У грудні під час пандемії коронавірусу на чемпіонаті Європи в Мерсіні, Туреччина, здобув повний комплект нагород: вперше в кар'єрі став чемпіоном Європи, здобувши перемогу на паралельних брусах, бронзову нагороду на коні, а також срібну нагороду в командній першості спільно з Абделрахманом Елгамалом, Ахметом Ондером, Ібрагімом Чолаком та Умітом Самілоглу, що стала першою нагородою Туреччини в командній першості.

#### 2021
У квітні на чемпіонаті Європи в Базелі, Швейцарія, здобув перемогу на паралельних брусах з результатом 15,300 балів.

## Результати на турнірах
| Рік  | Змагання                       | КБ | ІБ  | Вільні вправи | Кінь | Кільця | Опорний стрибок | Паралельні бруси | Перекладина |
| ---- | ------------------------------ | -- | --- | ------------- | ---- | ------ | --------------- | ---------------- | ----------- |
| 2010 | Літні юнацькі Олімпійські ігри |    | 11  |               |      |        | 2               |                  |             |
| 2010 | Чемпіонат світу                | 43 | 114 | 142           | 149  | 152    | 39              | 225              | 183         |
| 2011 | Чемпіонат світу                |    | 104 | 143           | 132  | 190    |                 | 101              | 140         |
| 2013 | Чемпіонат Європи               |    | 23  | 42            | 34   | 49     |                 | 37               | 66          |
| 2013 | Середземноморські ігри         |    | 6   |               |      |        | 5               | 3                |             |
| 2013 | Чемпіонат світу                |    |     |               | 67   |        |                 | 103              |             |
| 2014 | Кубок світу в Котбусі          |    |     |               | 17   |        |                 | 25               |             |
| 2014 | Чемпіонат Європи               | 19 |     | 84            | 44   | 37     | 38              | 32               | 40          |
| 2014 | Чемпіонат світу                | 25 | 23  | 81            | 98   | 100    |                 | 20               | 136         |
| 2015 | Кубок світу в Котбусі          |    |     | 33            | 36   |        | 20              | 17               |             |
| 2015 | Кубок світу в Досі             |    |     |               | 7    |        | 6               |                  |             |
| 2015 | Чемпіонат Європи               |    | 24  | 86            | 18   | 51     | 17              | 7                | 58          |
| 2015 | Кубок виклику у Варні          |    |     | 6             | 4    |        | 7               | 2                |             |
| 2015 | Європейські ігри               | 26 | 11  | 29            | 13   | 29     | 6               | 6                | 30          |
| 2015 | Кубок виклику у Осієку         |    |     |               |      |        |                 | 2                |             |
| 2015 | Чемпіонат світу                |    | 20  | 125           | 83   | 104    |                 | 19               | 88          |
| 2016 | Кубок світу в Баку             |    |     |               | 6    |        | 9               | 2                |             |
| 2016 | Кубок світу в Досі             |    |     | 7             | 9    |        |                 | 6                |             |
| 2016 | Чемпіонат Європи               | 11 |     | 54            | 46   | 63     |                 | 26               |             |
| 2016 | Кубок виклику в Мерсіні        |    |     | 1             | 2    |        | 4               | 1                |             |
| 2016 | Олімпійські ігри               |    | 41  | 62            | 46   | 53     |                 | 39               | 54          |
| 2017 | Кубок світу в Мельбурні        |    |     | 3             | 10   |        | 5               | 3                | 6           |
| 2017 | Кубок світу в Досі             |    |     | 7             | 4    |        | 5               | 4                | 10          |
| 2017 | Чемпіонат Європи               |    | 8   |               | 8    |        |                 | 7                |             |
| 2017 | Ісламські ігри солідарності    | 1  |     |               |      |        |                 | 1                | 2           |
| 2017 | Кубок виклику в Мерсіні        |    |     |               | 9    |        | 10              | 2                |             |
| 2017 | Чемпіонат світу                |    | 20  | 33            | 31   | 61     |                 | 8                | 48          |
| 2018 | Кубок світу в Баку             |    |     | 11            | 11   |        | 9               | 3                | 15          |
| 2018 | Кубок світу в Досі             |    |     | 8             | 7    |        | 3               | 3                | 29          |
| 2018 | Кубок виклику в Копері         |    |     | 16            | 20   |        | 10              |                  |             |
| 2018 | Середземноморські ігри         | 2  |     |               |      |        | 3               |                  |             |
| 2018 | Кубок виклику в Мерсіні        |    |     | 3             | 6    |        | 6               | 3                |             |
| 2018 | Чемпіонат Європи               | 7  | 35  | 78            | 34   |        |                 | 10               | 14          |
| 2018 | Кубок виклику в Парижі         |    |     |               | 9    |        |                 | 6                |             |
| 2018 | Чемпіонат світу                | 15 | 19  | 85            | 63   | 122    |                 | 11               | 105         |
| 2018 | Кубок світу в Котбусі          |    |     |               | 16   |        |                 | 3                |             |
| 2019 | Кубок світу в Мельбурні        |    |     |               | 5    |        |                 | 3                |             |
| 2019 | Кубок світу в Баку             |    |     |               | 10   |        |                 | 2                |             |
| 2019 | Кубок світу в Досі             |    |     |               | 29   |        |                 | 6                |             |
| 2019 | Чемпіонат Європи               |    | 10  | 44            | 5    | 38     |                 | 3                | 34          |
| 2019 | Кубок виклику в Мерсіні        |    |     |               | 2    |        |                 | 1                |             |
| 2019 | Європейські ігри               |    |     |               |      |        |                 | 3                |             |
| 2019 | Чемпіонат світу                | 15 |     | 97            | 20   | 129    |                 | 5                | 58          |
| 2019 | Кубок світу в Котбусі          |    |     |               | 21   |        |                 | 6                |             |
| 2020 | Кубок світу в Баку*            |    |     |               | 30   |        |                 | 3                |             |
| 2020 | Чемпіонат Європи               | 2  |     | 19            | 3    |        | 6               | 1                |             |
| 2021 | Чемпіонат Європи               |    |     |               | 26   |        |                 | 1                |             |
| 2021 | Кубок виклику в Осієці         |    |     |               | 4    |        |                 | 1                |             |
| 2021 | Кубок світу в Досі             |    |     |               | 7    |        |                 | 1                |             |
| 2021 | Олімпійські ігри               |    |     |               | 17   |        |                 | 3                |             |
| 2022 | Кубок світу в Котбусі          |    |     |               | 15   |        |                 |                  |             |
| 2022 | Кубок світу в Каїрі            |    |     |               | 17   |        |                 | 2                |             |
| 2022 | Кубок світу в Баку             |    |     |               | 21   |        |                 | 2                |             |
| 2022 | Середземноморські ігри         | 1  |     |               | 3    |        |                 | 1                |             |
| 2022 | Ісламські ігри солідарності    | 1  |     |               | 3    |        |                 | 1                |             |
| 2022 | Чемпіонат Європи               | 3  |     |               | 5    |        |                 | 7                | 43          |
| 2022 | Кубок виклику в Парижі         |    |     |               | 8    |        |                 | 6                |             |
| 2022 | Кубок виклику в Мерсіні        |    |     |               | 2    |        |                 | 1                |             |
| 2022 | Чемпіонат світу                | 11 |     |               | 44   |        |                 | 4                | 64          |
| 2023 | Кубок світу в Котбусі          |    |     |               | 16   |        |                 | 5                |             |
| 2023 | Кубок світу в Досі             |    |     |               | 9    |        |                 | 3                |             |
| 2023 | Чемпіонат Європи               | 2  |     |               | 12   |        |                 | 2                | 47          |

- результати встановлено за підсумками кваліфікації[6]

## Іменний елемент
Міжнародною федерацією гімнастики елемент паралельних брусів «The Arican» було названо на честь спортсмена у 2008 році, в опорному стрибку — в 2013 році та вільних — у 2014 році.

## Юнацька академія
У 2018 році з товаришем по команді Коскуном Бончуком відкрив юнацьку академію спортивної гімнастики в м. Ізмір, Туреччина, якою планує керувати після завершення спортивної кар'єри.